# Ea (kommun)
Ea är en kommun i Spanien. Den ligger i Biscayaprovinsen i den autonoma regionen Baskien i norra delen av landet, 300 km norr om huvudstaden Madrid. Antalet invånare är 842 (2024). Arean är 14,24 kvadratkilometer. Ea gränsar till Ibarrangelu, Ereño och Ispaster. 